# Banda de rodadura

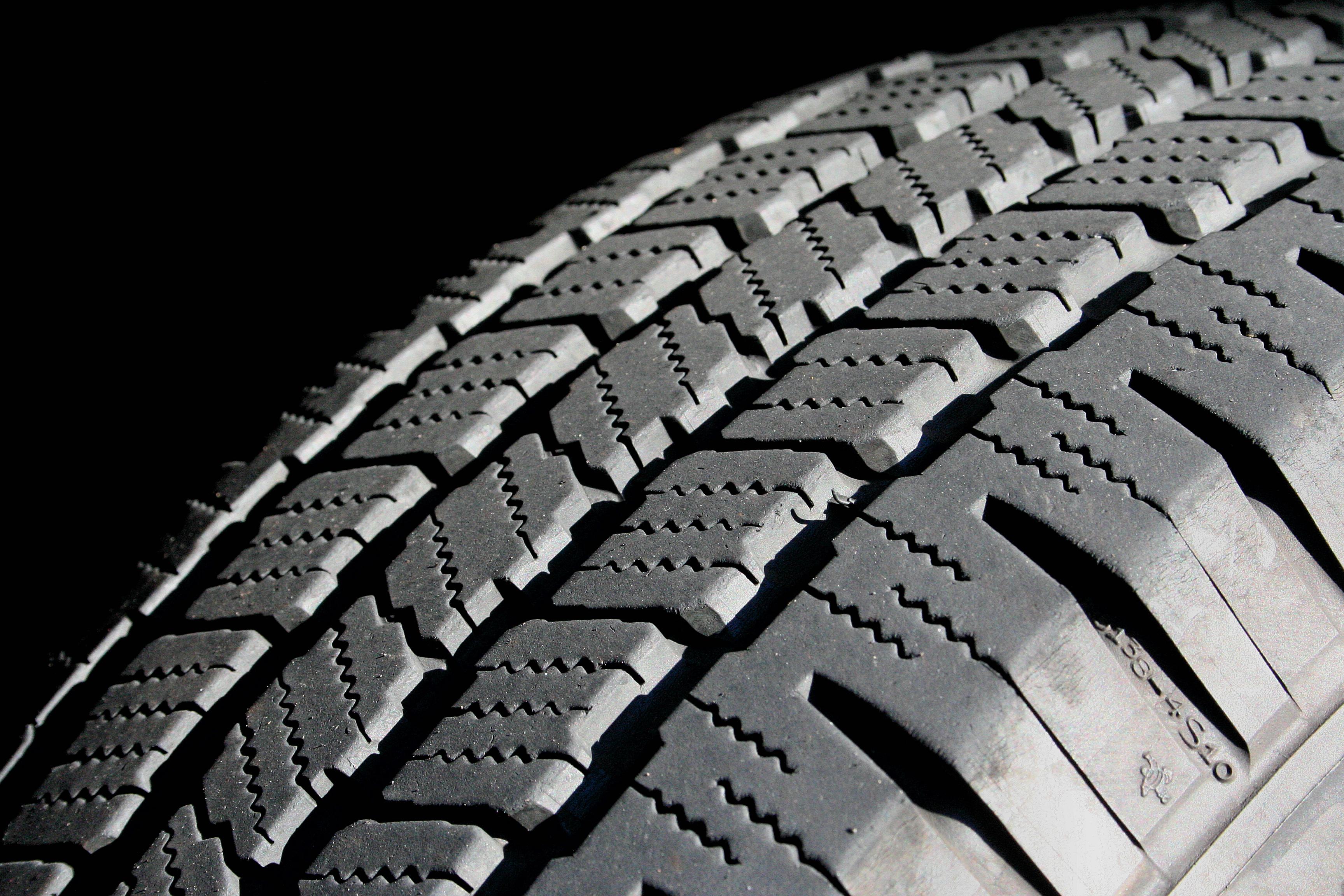
Banda de rodadura del neumático.

La banda de rodadura de un neumático u oruga se refiere al caucho de su circunferencia, que hace contacto con la carretera o el suelo. A medida que se utilizan los neumáticos, la banda de rodadura se desgasta, lo que limita su eficacia para proporcionar tracción. Un neumático desgastado también puede recauchutarse.
La palabra banda de rodadura también se usa casualmente para referirse al patrón de dibujo de neumático que deja la goma en el suelo. Las ranuras no son la banda de rodadura, sino que están en la banda de rodadura. Esta distinción es especialmente significativa en el caso de los neumáticos de competición, que tienen mucha banda de rodadura pero ninguna ranura.

## Neumáticos

Patrón común de la banda de rodadura de los neumáticos.

### Neumáticos de calle
Las ranuras de la goma están diseñadas para permitir que el agua se expulse por la parte inferior del neumático y evitar el aquaplaning. La proporción de caucho con respecto al espacio de aire en la superficie de la carretera afecta directamente a su tracción. El diseño de la banda de rodadura de los neumáticos tiene un efecto sobre el ruido generado, especialmente a velocidades de autopista. Generalmente existe un equilibrio entre la capacidad de fricción de la banda de rodadura; los patrones más profundos a menudo mejoran la seguridad, pero los diseños más simples son menos costosos de producir y, de hecho, pueden permitir cierta mitigación del ruido en carretera. Los neumáticos destinados al uso en clima seco se diseñan con un patrón mínimo para aumentar la superficie de contacto. Los neumáticos con banda de rodadura lisa (es decir, que no tienen dibujo) se conocen como slicks y generalmente se usan solo para carreras, ya que son bastante peligrosos si la superficie de la carretera está mojada.

### Neumáticos de invierno
Los neumáticos de invierno o para nieve son aquellos diseñados para un clima frío o incluso nieve o hielo. Para mejorar la tracción, están hechos a base de otro tipo de goma y tienen un patrón distinto a los neumáticos normales en su banda de rodadura.

### Neumáticos todoterreno

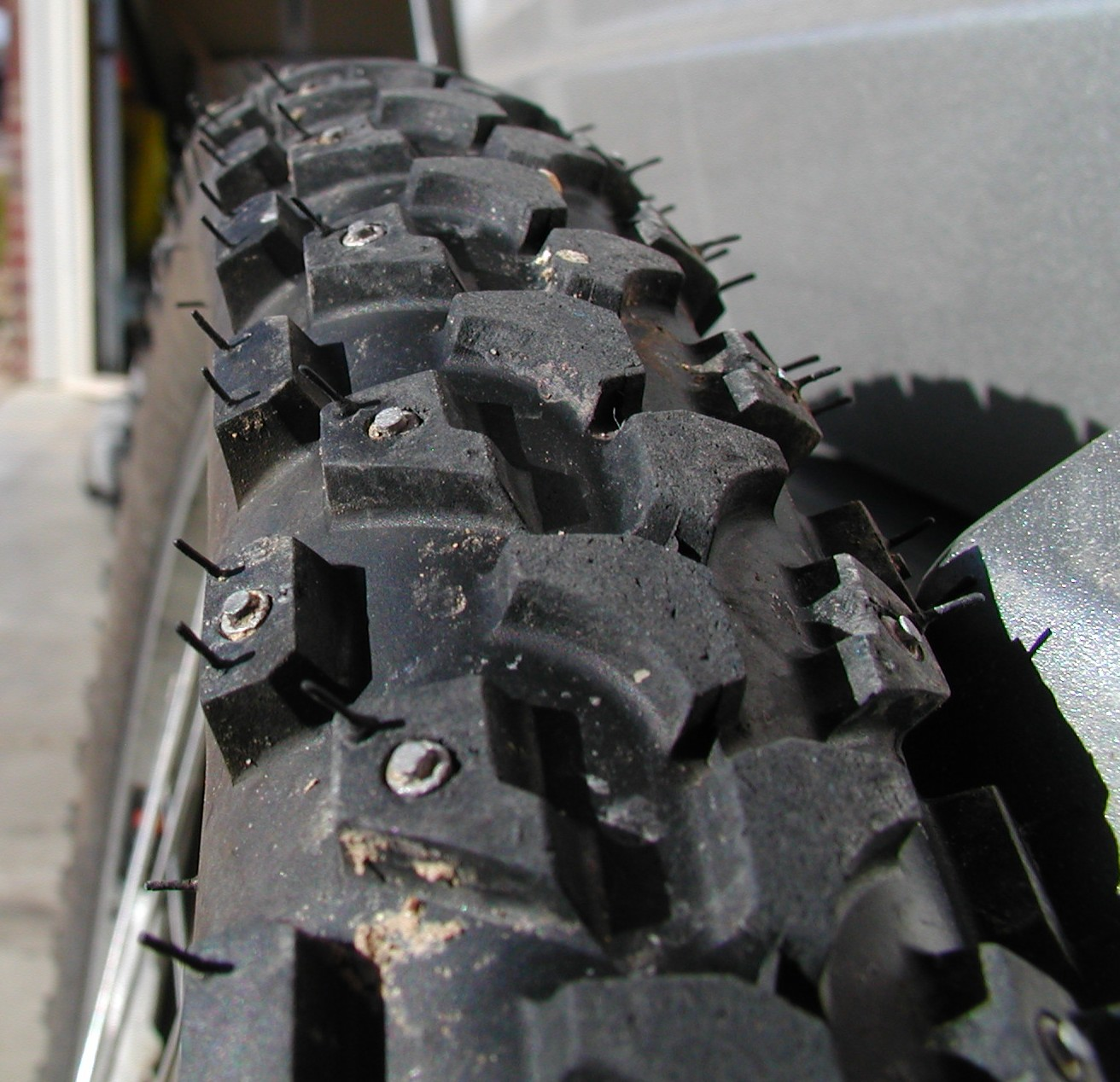
Neumáticos de bicicleta de montaña con clavos para condiciones de hielo.

Los neumáticos todoterreno utilizados en barro o tierra cuentan con patrones de perillas individuales para permitir que el neumático muerda la superficie y haga palanca en los lados de la banda de rodadura para obtener un mejor agarre. Dado que la superficie de contacto es menor, estos neumáticos tienden a desgastarse rápidamente cuando se utilizan sobre asfalto (dependiendo del tipo de caucho).

### Neumáticos para bicicletas y motos
Los neumáticos para bicicletas de montaña y algunas motocicletas tienen una banda de rodadura similar a la de los neumáticos todoterreno utilizados en automóviles y camiones, pero a veces pueden incluir una banda de rodadura continua que recorre su centro. Esta característica proporciona una mejor tracción y menos ruido sobre asfalto a alta velocidad y con alta presión de neumáticos, conservando la capacidad de proporcionar agarre en una superficie blanda o suelta; una menor presión de los neumáticos o un piso blando hará que las caras laterales entren en contacto con el suelo. Los neumáticos de bicicletas de carretera pueden tener ranuras poco profundas por motivos estéticos, pero dichas ranuras son innecesarias en aplicaciones prácticas.

## Orugas continuas

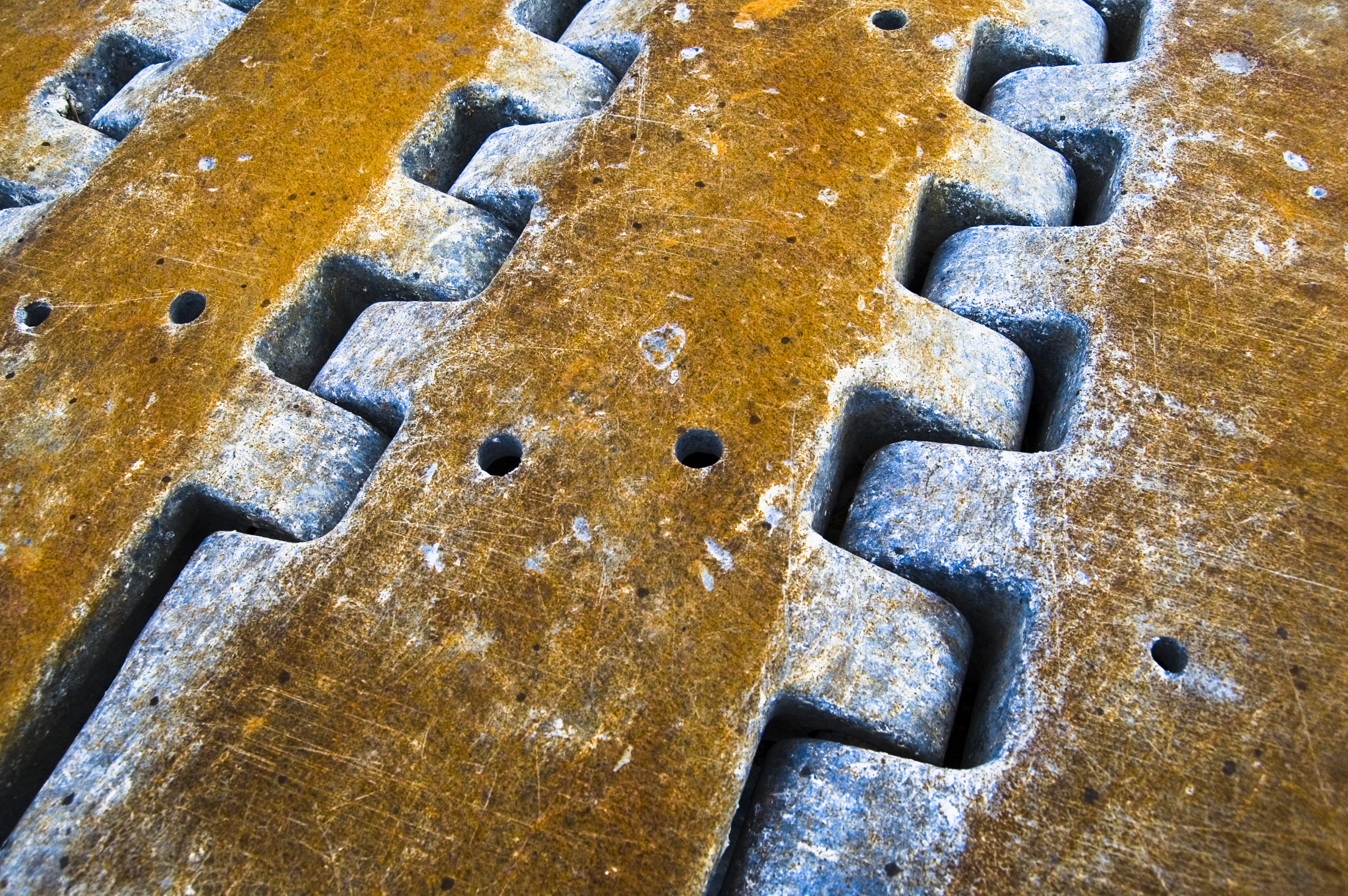
La banda de rodadura de las orugas de una máquina de construcción.

Las orugas, utilizadas en tanques militares o máquinas de construcción, tienen segmentos metálicos que pueden estar recubiertos de caucho. Por lo general, no cuentan con patrones en la banda de rodadura, ya que ofrecerían poco agarre adicional dado el peso del vehículo de orugas. La tracción generalmente la proporcionan las garras.